# Kingman (Arizona)
Pour les articles homonymes, voir Kingman.

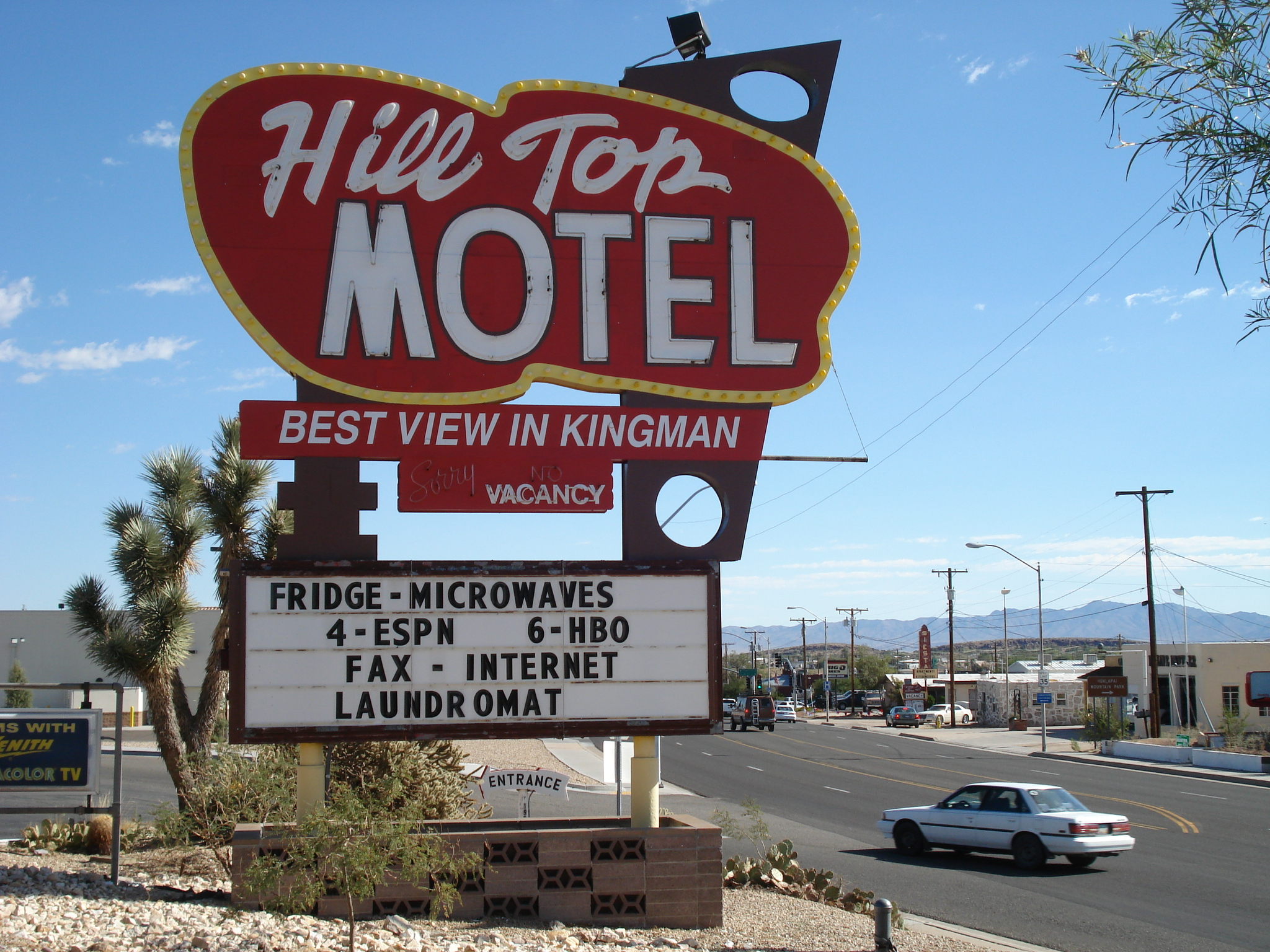
Enseigne du motel Hill Top

La ville de Kingman est une ville des États-Unis, dans l'État de l'Arizona. Elle est le siège du comté de Mohave. Elle est traversée par la route 93 (et l'historique route 66), qui la relie à Las Vegas, dans le Nevada.

## Toponymie
Fondée en 1882, le nom de la ville de Kingman a été attribué en l'honneur de Lewis Kingman, le superviseur de la construction du chemin de fer qui menait de Winslow à Beale's Springs.

## Géographie
Traversée par la célèbre route 66, la ville de Kingman se dit le cœur de cette dernière (The Heart of historic route 66). Située à quelques kilomètres de Bullhead City et à environ deux heures de route du parc national du Grand Canyon, la vie est relativement loin de la ville urbaine de la capitale Phoenix. La municipalité, qui possède une superficie totale de 77,6 km2, est située à 1 016 mètres d'altitude.
Près de Kingman se trouve le site archéologique protégé des géoglyphes de Kingman.

## Démographie
En 2000, 20 069 personnes habitaient dans la ville de Kingman, dont 5 427 familles. La densité de la population est 258.5 hab./km2.
- Blancs: 89,94 %
- Amérindiens: 1,98 %
- Asiatiques: 1,44 %
- Noirs: 0,55 %
- Hawaïens de souche (Océaniens): 0,14 %
- Autres: 5,95 %

Environ 25 % de la population a moins de 18 ans, 7,4 % a entre 18 et 24 ans, 25,6 % possède 25 à 44 ans, 24,2 % ont 45 à 64 ans et 17,8 % font partie de l'âge d'or, soit 65 ans et plus. L'âge moyenne des habitants est de 44 ans. Pour 100 femmes, il y a 97,5 hommes.
| 1890 | 1910 | 1920  | 1930  | 1950  | 1960  |
| ---- | ---- | ----- | ----- | ----- | ----- |
| 322  | 900  | 1 276 | 2 275 | 3 342 | 4 525 |

| 1970  | 1980  | 1990   | 2000   | 2010   | - |
| ----- | ----- | ------ | ------ | ------ | - |
| 7 312 | 9 257 | 12 722 | 20 069 | 28 068 | - |

## Climat
|         | Janvier | Février | Mars  | Avril | Mai   | Juin  | Juillet | Août  | Septembre | Octobre | Novembre | Décembre |
| ------- | ------- | ------- | ----- | ----- | ----- | ----- | ------- | ----- | --------- | ------- | -------- | -------- |
| Maximum | 12 °C   | 15 °C   | 17 °C | 22 °C | 27 °C | 33 °C | 36 °C   | 34 °C | 31 °C     | 25 °C   | 17 °C    | 13 °C    |
| Minimum | -−1 °C  | 2 °C    | 3 °C  | 7 °C  | 12 °C | 17 °C | 21 °C   | 20 °C | 16 °C     | 10 °C   | 3 °C     | 0 °C     |

|         | Janvier | Février | Mars    | Avril  | Mai    | Juin  | Juillet | Août  | Septembre | Octobre | Novembre | Décembre |
| ------- | ------- | ------- | ------- | ------ | ------ | ----- | ------- | ----- | --------- | ------- | -------- | -------- |
| Maximum | 25 °C   | 28 °C   | 29 °C   | 34 °C  | 39 °C  | 43 °C | 43 °C   | 42 °C | 39 °C     | 38 °C   | 29 °C    | 24 °C    |
| Minimum | -−16 °C | -−11 °C | -−12 °C | -−6 °C | -−1 °C | 6 °C  | 11 °C   | 11 °C | 2 °C      | -−5 °C  | -−8 °C   | -−14 °C  |

## Transports
Outre le fait qu'elle soit célèbre pour la route 66, Kingman est également traversée par l'autoroute interstate 40 la reliant à Los Angeles à l'ouest et à Flagstaff et Albuquerque à l'est.
La ville dispose également d'un aéroport : l'aéroport de Kingman.

## Anecdotes sur la ville
- Le film Roadhouse 66 a été presque entièrement tourné dans la ville de Kingman (lieu historique de la route 66).
- Le premier contact entre les humains et les extra-terrestres dans le film Mars Attacks! a été tourné près de Kingman.
- Le nom de la ville est mentionné dans la chanson Route 66 composée par Bobby Troup.